# Mustafa al-Bassas
Mustafa Al-Bassas, né le 23 juin 1993 à Djeddah, est un footballeur international saoudien, évoluant au poste de milieu de terrain.

## Carrière
Mustafa Al-Bassas est formé à l'Al-Ahli, équipe de sa ville natale de Djeddah. Il intègre l'équipe première en 2011 ; néanmoins, il ne joue aucun match.
Il est sélectionné pour la Coupe du monde des moins de 20 ans 2011. Al-Bassas fait une seule apparition lors de cette compétition, remplaçant Yahya Dagriri dans les dernières minutes du match contre la Croatie. Les saoudiens sont éliminés en huitième de finale. 
Peu de temps après, il dispute la Coupe du golfe des nations des moins de 23 ans, en 2012, où il est nommé meilleur joueur de la compétition. L'Arabie saoudite remporte cette compétition. Al-Bassas dispute son premier match avec la sélection saoudienne, le 6 février 2013, dans le cadre des éliminatoires de la Coupe d'Asie des nations 2015.

## Palmarès
- Vainqueur de la Coupe du Golfe des nations des moins de 23 ans 2012
- Meilleur joueur de la Coupe du Golfe des nations des moins de 23 ans 2012
- Vainqueur de la Coupe de la fédération saoudienne en 2013 avec Al-Ahli
- Championnat d'Arabie saoudite en 2016 avec Al-Ahli